# トヨタ・スプリンター
スプリンター（SPRINTER）は、トヨタ自動車が1968年から2002年まで日本国内で生産・販売していた小型の乗用車、および商用車の名前であり、カローラの姉妹車種であった。

## 概要
車両型式から、生産台数はカローラシリーズの一部に含められていたが、日本自動車販売協会連合会（自販連）調べの販売台数は販売チャンネルが異なるため、カローラシリーズと分けられていた。また、海外市場では本車及び派生車がカローラとして販売されたケースもある。なお、本項目では初代のカローラスプリンターを除くスプリンターシリーズの基本形となるセダン、およびトレノを除く4代目以前のクーペを中心に記述する。
また、この項目では以下のモデルについても便宜上記述する。
- カローラ スプリンター
- スプリンター リフトバック
- スプリンター ハードトップ
- スプリンター バン（←ビジネス スプリンター）
- スプリンター ビジネスワゴン

## 初代 E15型（1968年 - 1970年）
- 1968年5月、それまでセダンのみであったカローラから派生し、独立したトランクルームを持つファストバックスタイル（トヨタでは「スイフトバック」と呼称）のクーペボディとした「カローラスプリンター（COROLLA SPRINTER）」として登場した。

カローラでは、その初期開発段階で構想されていたクーペスタイルがファミリーカーとしては不適であるとして、最終的にセミファストバックスタイルのセダンとして発売された。
カローラ販売が好調であり、当時の「大衆車ブーム」とも形容される時代となり、スポーツモデルを要求する声に応える形でモデル追加の形で発表された。トヨタが「ワイド・セレクション体制」、「フル・ライン体制」とよんだ、多様化したユーザーの要望、ユーザーの年齢・収入・嗜好などにあわせた自動車の選択肢の提供体制となったモデルである。このためカローラスプリンターのために、カローラとは別の新たな販売網が「トヨタオート店」として構築され販売された。なお、トヨタオート店は後にネッツトヨタ店となる。
カローラスプリンターの最高時速は、カローラセダンより時速5kmずつ速い数値が公表されていた。当時のトヨタオート店はトヨタ販売店グループの中でも若年層の客層に比重を置いていたため、カローラよりも若々しくスポーティーなイメージを前面に出していた。
発売当初の価格は、標準車（カローラスプリンター）が487,000円、デラックスが525,000円、SLは587,000円であった。フロアシフトマニュアルトランスミッションが標準で、SL以外にはコラムシフト仕様とセミオートマチックのトヨグライド仕様が用意されていた。トヨグライド車は38,000円高だった。
- 1969年9月にはマイナーチェンジが実施され全車フロントスタビライザーが横置きリーフ式からトーションバー式に変更され（これと同時にフロントサスペンションのロアアームの形状もA型ロアアームからI型ロアアームへと変更）エンジン排気量が1.2Lにアップ。これに伴いフロントバンパー下部のターンシグナルランプの色がホワイトからアンバーに変更され、デラックスはフロントディスクブレーキが標準装備（ただしSLはマイナーチェンジ以前から標準装備）となり、型式もKE17型となった。

販売終了前月までの新車登録台数の新車登録台数の累計は11万1385台

## 2代目 E20型（1970年 - 1974年）
- 1970年5月、フルモデルチェンジ。カローラとスプリンターとがそれぞれ独立した車種として設定された。当初スプリンターは1200ccの2ドアクーペのみの設定でデラックス（シングルキャブ68馬力・フロントディスクブレーキはメーカーオプション）とSL（ツインキャブ77馬力・フロントディスクブレーキは標準装備）の2グレード。カローラとの違いにフロントグリル・テールランプのデザインであり、デラックスには横型スピードメーターと丸型2連メーターの2種類から選べた。
- 1970年9月、T型エンジンを搭載するクーペ1400L、およびクーペ1400ハイデラックスを追加。
- 1971年4月、1.4Lツインキャブ・95馬力を搭載した5速MTのスポーティ仕様の1400SRを追加。1400SLのエンジンはツインキャブ化で5MT車も選択可能に。
- 1971年8月、4ドアセダンが追加され、既存クーペはマイナーチェンジ。これに伴いクーペ1200デラックスの横型スピードメーター仕様、およびクーペ1400ハイデラックスの横型スピードメーター仕様が共に販売不振のため廃止された[3]。
- 1972年3月には2ドアクーペをベースに2T-G型エンジンを搭載するホットモデルであり、カローラレビンの姉妹車となる「トレノ」が追加される。以後レビンとトレノは外観に若干の違いはあるものの、ボディ以外はほぼ同一で型式も同じ姉妹車として、道を共に歩むことになる。
- 1972年8月、マイナーチェンジでフロントグリルとテールランプが変更になる。1.2LのSLに5速MT車を追加すると同時にクーペ1200SRを追加。
- 1973年4月、1.6Lの2T-B型,105馬力の1600SL（セダンとクーペ）/SR（クーペ）/トレノJ（オーバーフェンダー付クーペ）を追加。型式はセダンがTE21、クーペがTE27。

## 3代目 E40/60型（1974年 - 1979年）
- 1974年4月、3代目スプリンター発売。カローラが30型を名乗ったのに対し、スプリンターは40型となり、型式としては独立したシリーズになった。従来通り1200 / 1400 / 1600の3シリーズ構成であり、ホッテストバージョンのトレノも引き続き用意された。ボディは4ドアセダンのほか、カローラのハードトップに対して、スプリンターはクーペが与えられた。昭和48、50、51、53年と排出ガス規制の間に販売された3代目は、エンジンの改良の度に変更が繰り返され、その過程で型式が40型から60型、65型と増えていった。XL以上のグレードにはフロントディスクブレーキが標準で装着された（ただしDXはメーカーオプションで装着可能だった）。
- 1975年のモーターショーでシューティングブレーク風3ドアモデルのリフトバックシリーズが発表された。これはスプリンタークーペのボデーにリヤゲートを追加したものである。またこのとき、2T-G(R)エンジンが廃止され、トレノの生産を一時中止した。CM出演者は近藤正臣とアグネス・ラム。
- 1977年1月のマイナーチェンジでは、トレノが51年規制適合の2T-GEUエンジンを搭載して復活し[注釈 2]、ハードトップが加わった（同時にカローラにはクーペを追加）。
- 1978年4月に再度マイナーチェンジ。

販売終了前月までの新車登録台数の累計はトレノと合算して53万9644台

## 4代目 E70型（1979年 - 1983年）
- 1979年3月発売。エンジンは当初、1,300cc（4K-U）、1,500cc（3A-U）、1,600cc（2T-GEU）の設定であった。ボディタイプは今までと同じセダン/ハードトップ/3ドアリフトバック/3ドアクーペの4種類。また、この代よりトレノのみの設定だった2T-Gエンジンが全ボディタイプへ搭載され3ドアクーペのトレノ以外はGTと名乗るようになった。ハードトップはベースがセダンからクーペ系になったために車高が低くなった。カローラがセダン、およびバンに丸型4灯ヘッドランプを採用した（ただし一部の海外仕様はSAE規格の角型2灯）ものとは違い、スプリンターはSAE規格の角型2灯を採用。また、スプリンターとしては同時発表・発売された4代目カローラシリーズ同様、この代より全車にフロントディスクブレーキが標準で装着されるようになった。初期のCMキャラクターはマドリーン・ケーン（英語版）[6]でキャッチフレーズは「美しくなければクルマではない」だった。
- 1979年9月、1,800ccのガソリン（13T-U）が登場した（E-TE73）。
- 1981年8月、マイナーチェンジで既存エンジンをレーザーエンジンに換装と同時に1.3Lも3速ATに変更/セダンのヘッドランプが異型2灯式に変更/セダンのフロントノーズがスラント化される/女性向けグレードのLISSE（リセ）をハードトップに追加。これに伴い、追加当初から販売不振だった1800シリーズは廃止。
- 1982年2月、セダンに1,800ccディーゼル（1C）が追加。ディーゼル車にはカローラセダンのディーゼル車同様、オーバードライブ（OD）付き4速AT仕様の設定があった。
- 1982年5月、「リセ」を4ドアセダンにも追加。
- 1982年8月、5ドアワゴンかつターセルベースのスプリンターカリブ（E-AL25G）発売。

販売終了前月までの新車登録台数の累計は、トレノと合算して40万2727台

## 5代目 E80型（1983年 - 1987年）
- 1983年5月発売。FF化された4ドア/5ドアセダンおよびFRの2ドア/3ドアクーペ（トレノ・通称ハチロク）。4ドアセダンはサイドが6ライトウインドーになり、既存3ドアリフトバックの後継の5ドアセダンは前後席がフルフラットリクライニングする「オールフラットシート」が装備。また多目的に使える仕様でもあった。CMキャラクターは古谷一行[注釈 3]で、キャッチフレーズは「SEXY SPRINTER」だった。
- 1983年10月、4ドアセダンに1.6Lエンジン（4A-ELU）のSR-EFIを追加。
- 1984年10月、DOHC16バルブエンジン（4A-GELU）を搭載する「4ドア1600GT」が追加。
- 1985年5月、マイナーチェンジ。セダンの1,300ccエンジンが2A-LUからスターレットと共通のSOHC12バルブの2E-LUに差し替え。特別仕様車のリビエールがカタログモデル（特別仕様のフルカラー仕様のリビエール・サルーンも1987年まで度々発売）に昇格し、4ドアの1.6LのSR-EFIが廃止。代わりにSEサルーンEFIに差し替え。4ドアのSE系には後席シート中央にセンターアームレストが装着。
- 1986年9月、保安基準に基づき、後席中央のシートベルトとフロント合わせガラスを全車に装着。特別仕様車としてスーパーホワイトのボディカラーのSEサルーンリミテッドを発売。

販売終了前月までの新車登録台数の累計は、25万1190台。

## 6代目 E90型（1987年 - 1991年）
- 1987年5月発売。エンジンは1.3Lのガソリンおよび1.8Lのディーゼルを除き全車DOHC16バルブ化。
- 1987年10月、フルタイム4WDを発売。このモデルでは1.6Lガソリンエンジン(4A-FE)を採用していた。スタイリッシュ性の強調のためハードトップ・フィーリングというCMコピーがつけられた。
- 1988年8月、カローラバンの姉妹車である5ドアバンを追加[注釈 4]。
- 1989年5月、マイナーチェンジ。フロントバンパーの大型化で車格感向上を図ると同時に車種体制を見直し。SEサルーンEFI・MX・リセを廃止し、1500EFI・S（5A-FHE）搭載のSEサルーンGを新設。また、1.5Lシリーズは全てEFI化され、1.8Lディーゼルエンジンが1C-IIから1C-IIIに変更された。
- 1989年9月、セダンに2.0Lディーゼル（2C）フルタイム4WDを追加。

シエロと合算した販売終了前月までの新車登録台数は、39万3257台

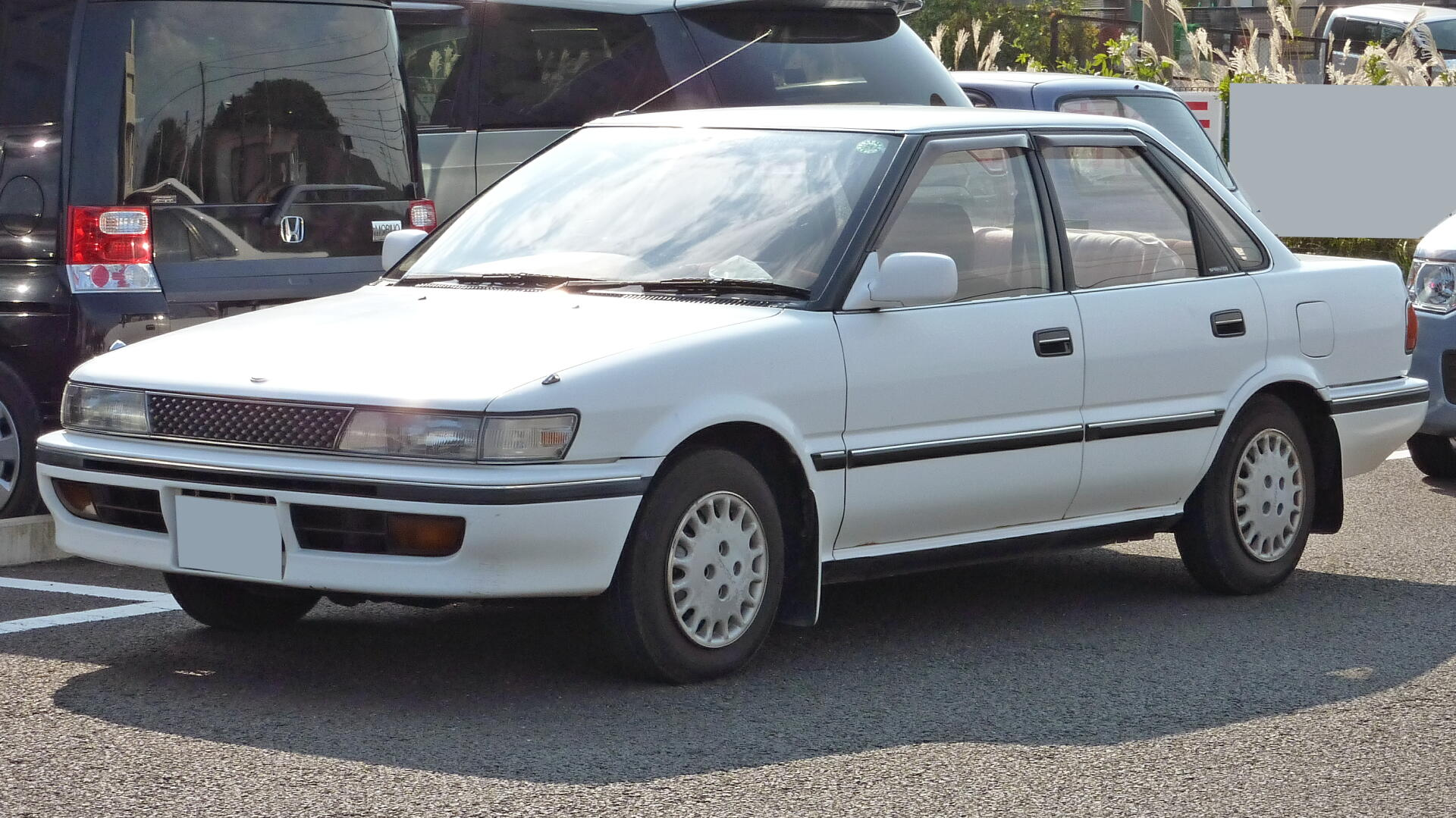
MXサルーン 後期型 フロント
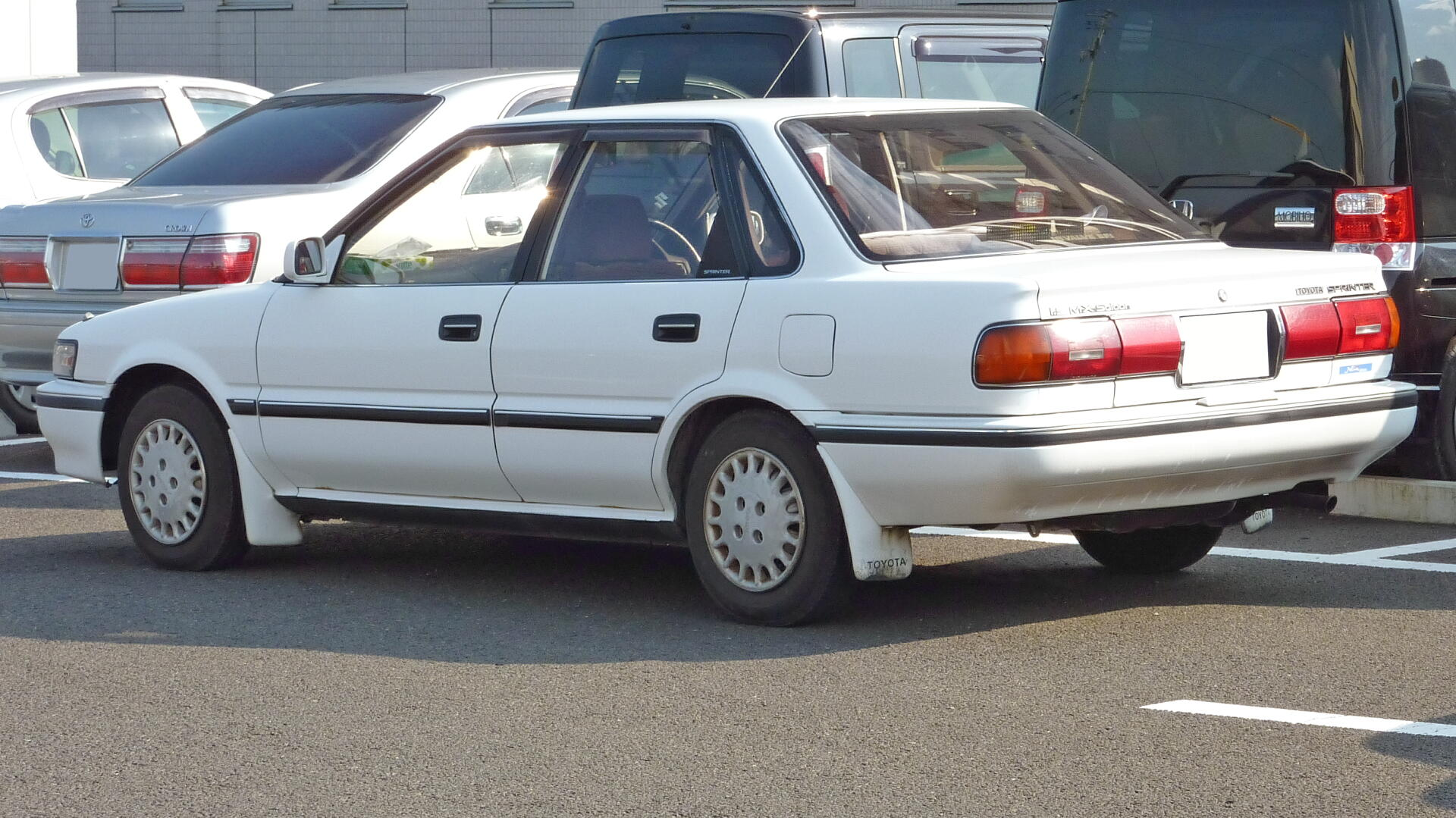
MXサルーン 後期型 リア
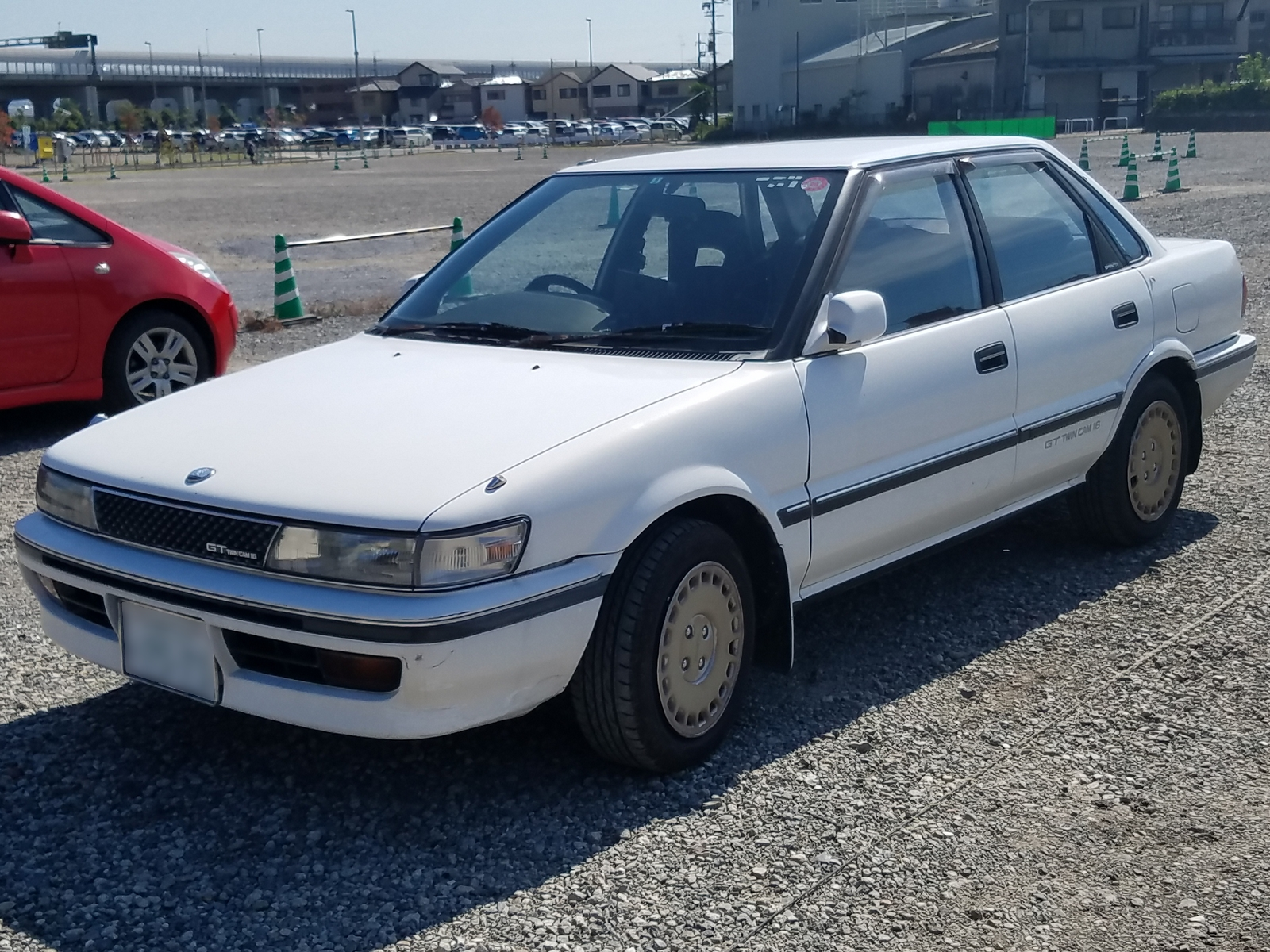
後期型 GT フロント
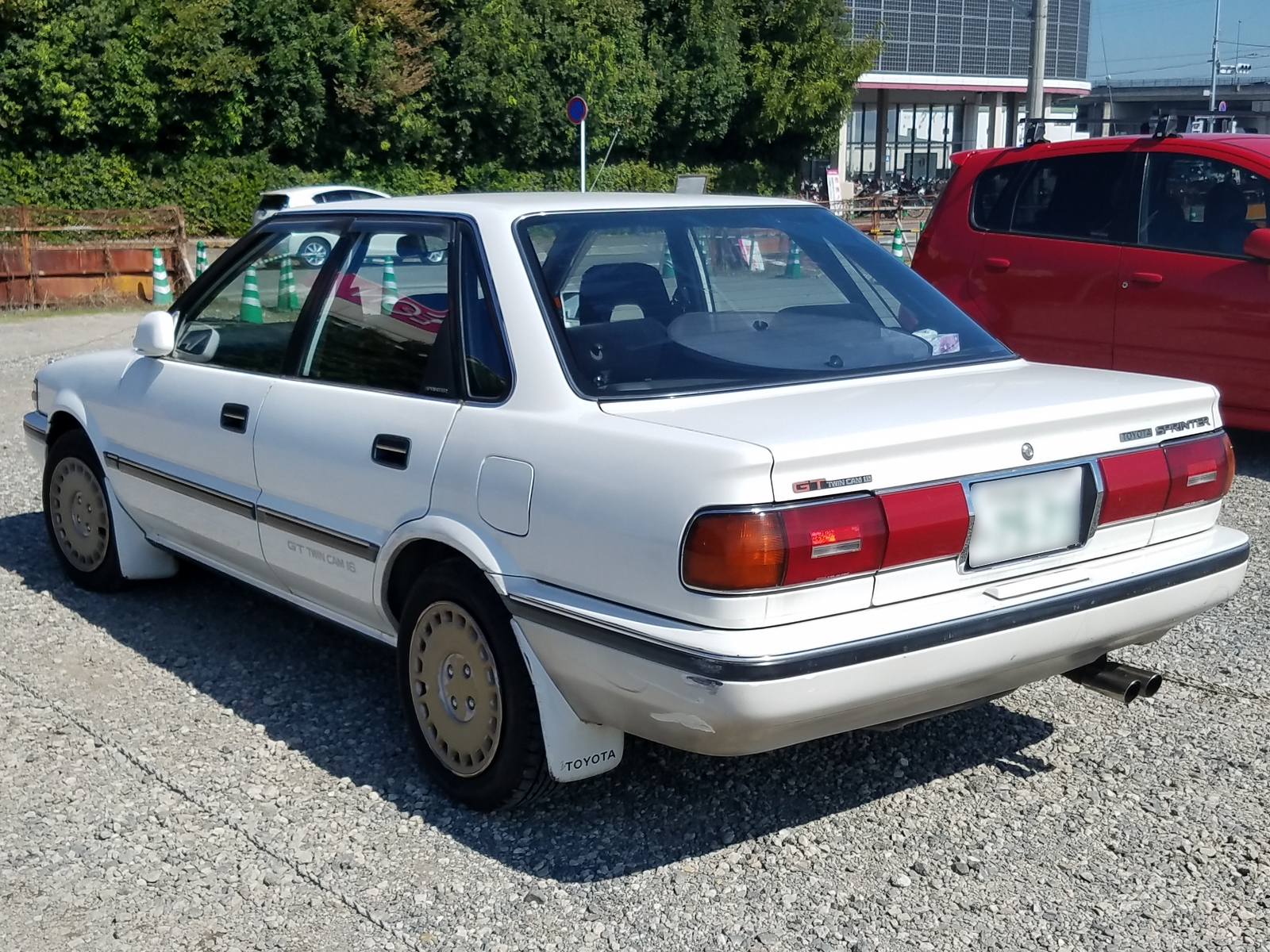
後期型 GT リア

## 7代目 E100型（1991年 - 2002年）
- 1991年5月発売。ボディは4ドアセダンと後発のバン、およびビジネスワゴンのみ。5ドアハッチバックのシエロは廃止された。ただし欧州やオセアニア向けにスプリンターの5ドアが作られ、カローラ5ドアリフトバック(Corolla 5-door Liftback)等の名称で販売された。4ドアセダンにはプレスドアが採用された[注釈 5]。バンとカローラバンの違いはエンブレムと販売チャンネルのみ。カリブは1995年8月まで従来型が継続生産。初期のCM出演者はイーヴォ・ポゴレリチ。
- 1991年9月、セダンに4WDと特別仕様車LXリミテッドを追加、量販グレードの「SE-L」は「SE-Limited」に改称された。同時にバンをフルモデルチェンジし[注釈 6]、バンの1年車検を嫌うユーザー向けにビジネスワゴンを追加[注釈 7]。2002年7月のプロボックス登場まで販売される。
- 1992年5月、セダンでボディカラーの一部を差し替え(ローズマイカメタリックグラファイト→シルバーメタリック)
- 1993年5月、セダンのマイナーチェンジ。フロント/リヤセクションの変更を受ける。同時に特別仕様車のLXリミテッドはカタログモデルに昇格。
- 1995年4月[10]、セダンの生産終了。在庫対応分のみの販売となる。
- 1995年5月、セダンが8代目にフルモデルチェンジして販売終了。販売終了前月までの新車登録台数の累計は、27万3893台[9]。
- 1996年5月、バン・ビジネスワゴン一部改良。運転席エアバッグが標準装備化される。
- 1998年4月、バン・ビジネスワゴンのガソリン車が平成10年アイドリング規制に適合。ディーゼルエンジンが3C-E型2.2Lに変更されると同時に平成9年規制に適合。同時にビジネスワゴンにも助手席エアバッグ・ABS・プリテンショナー・フォースリミッター付きシートベルトが標準装備化される。
- 2000年8月、バン・ビジネスワゴンがマイナーチェンジ。全車MT車は5MT化されたほかバンにも助手席エアバッグ・ABS・プリテンショナー・フォースリミッター付きシートベルトが標準装備化され、バン・ビジネスワゴンのガソリンエンジン全車が「平成12年排出ガス基準25%低減レベル（G-LEV(☆)）」を達成した。
- 2002年6月[11][12]、バンとワゴンの生産終了。在庫対応分のみの販売となる。
- 2002年7月、バン販売終了。後継車は、プロボックス。
- スプリンター/カローラをベースとしたプリズム（ジオ・プリズムは販売終了後、シボレー・プリズムになった）が販売された。

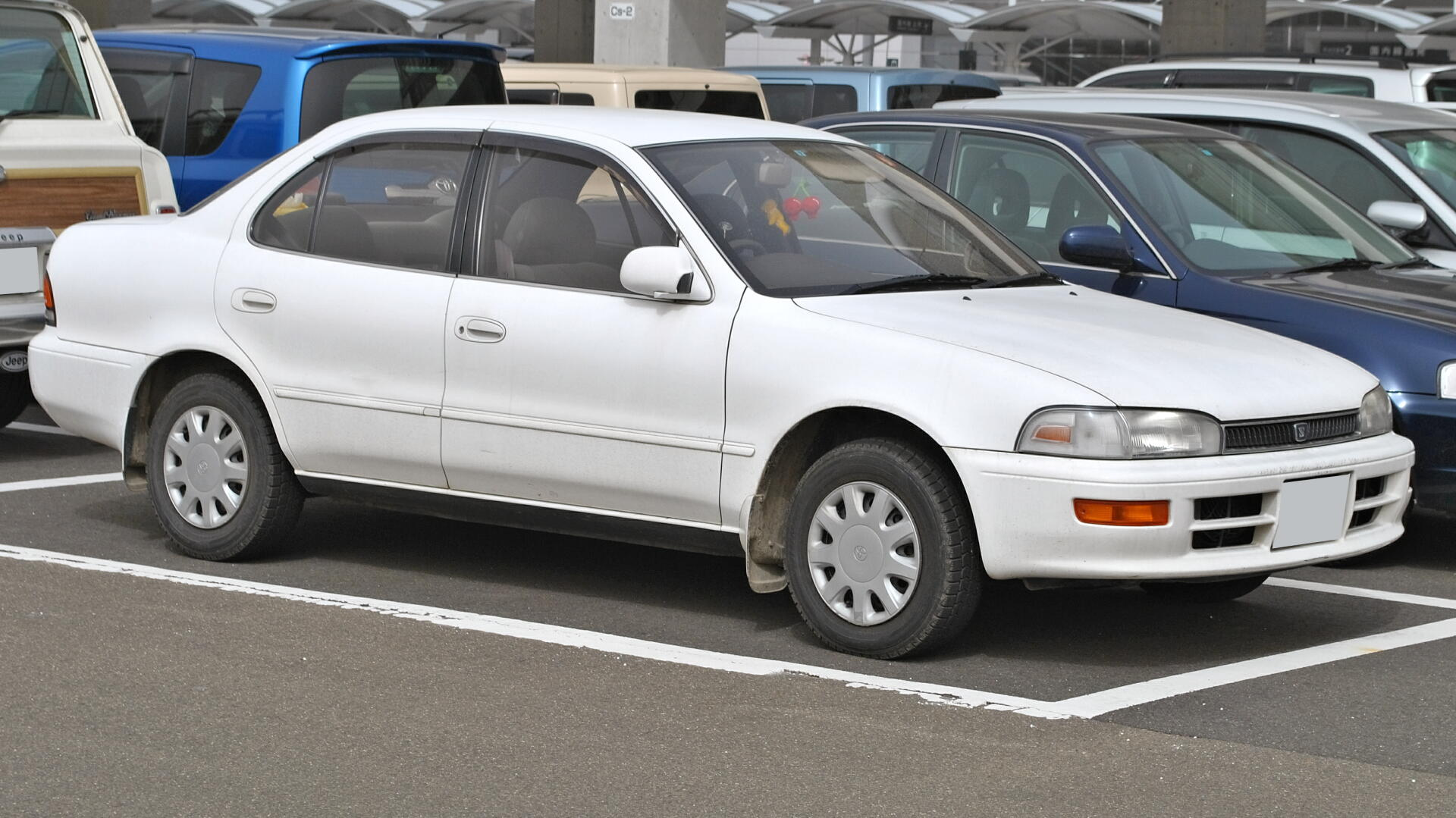
後期型 SEリミテッド フロント
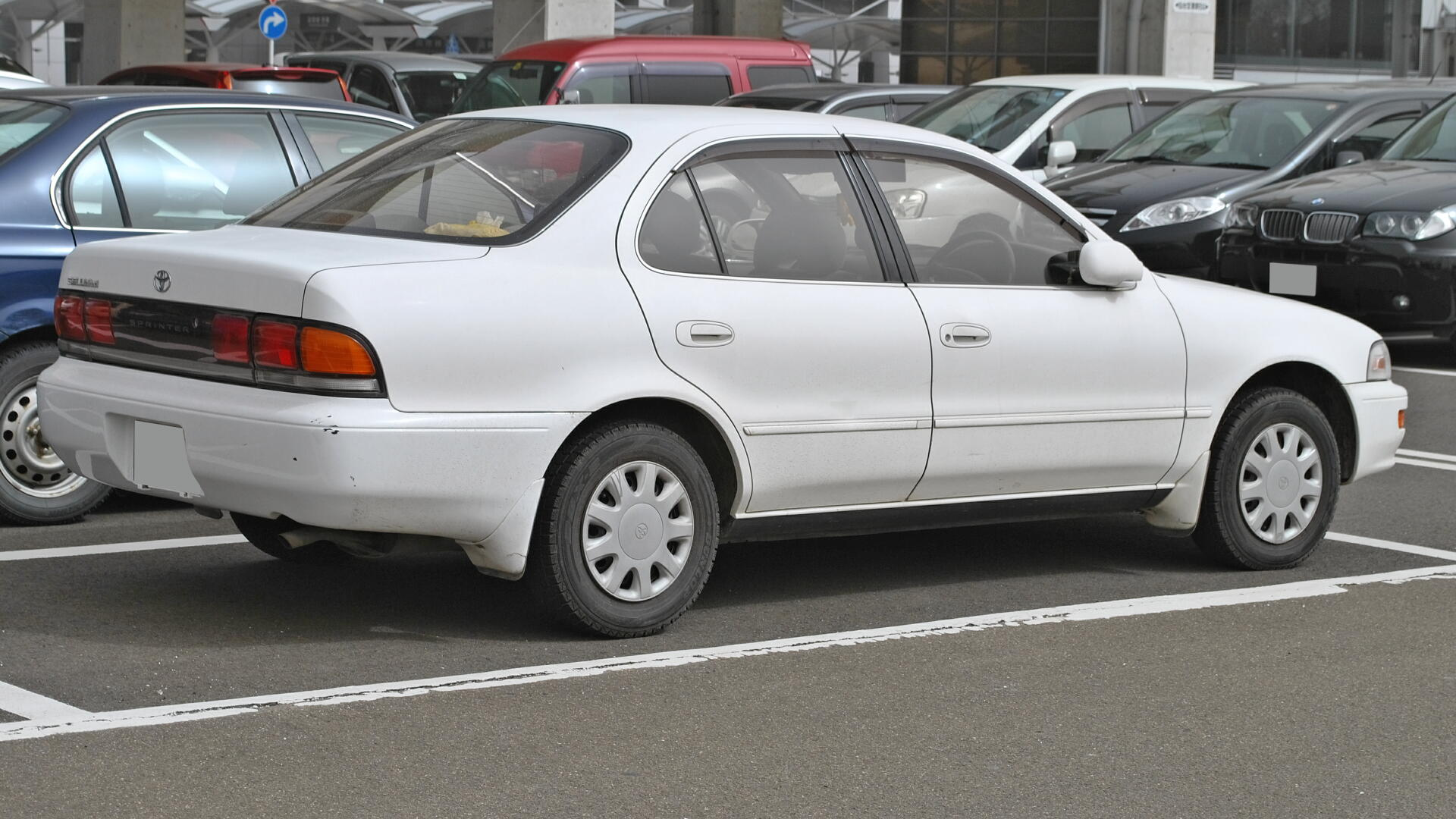
後期型 SEリミテッド リア
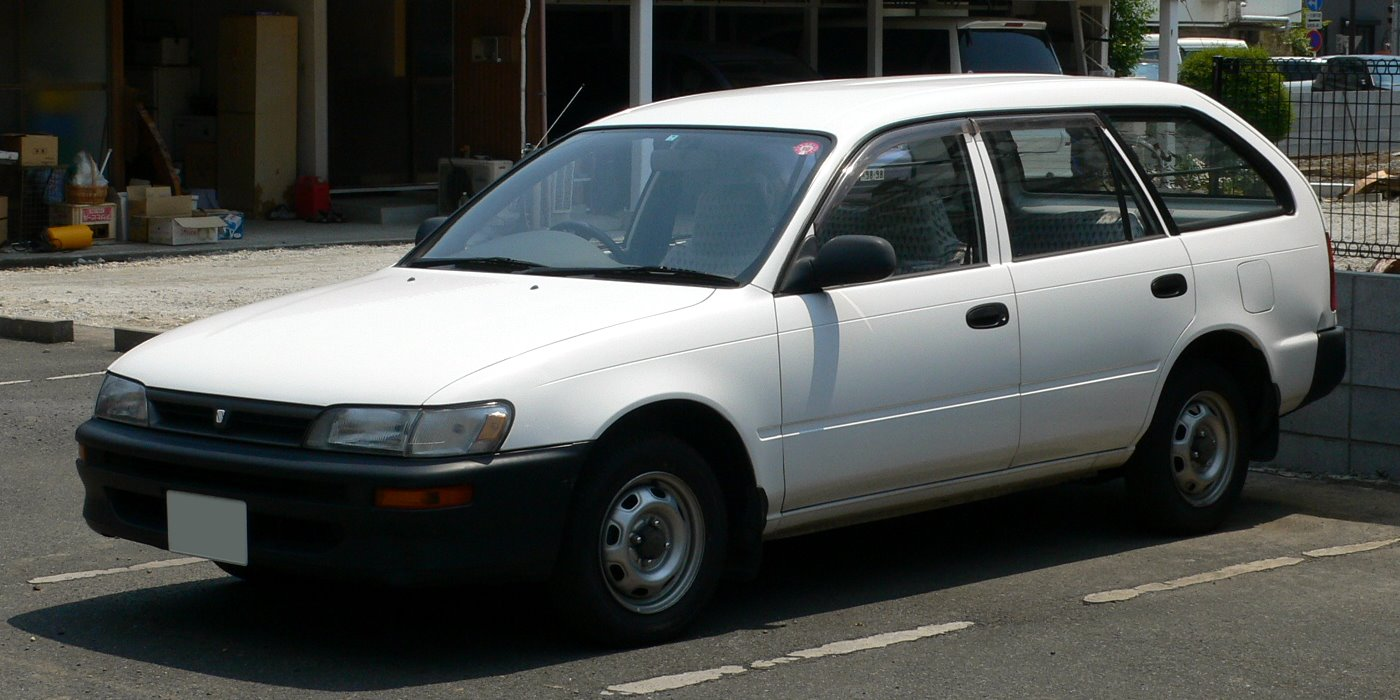
スプリンターバン（後期型）
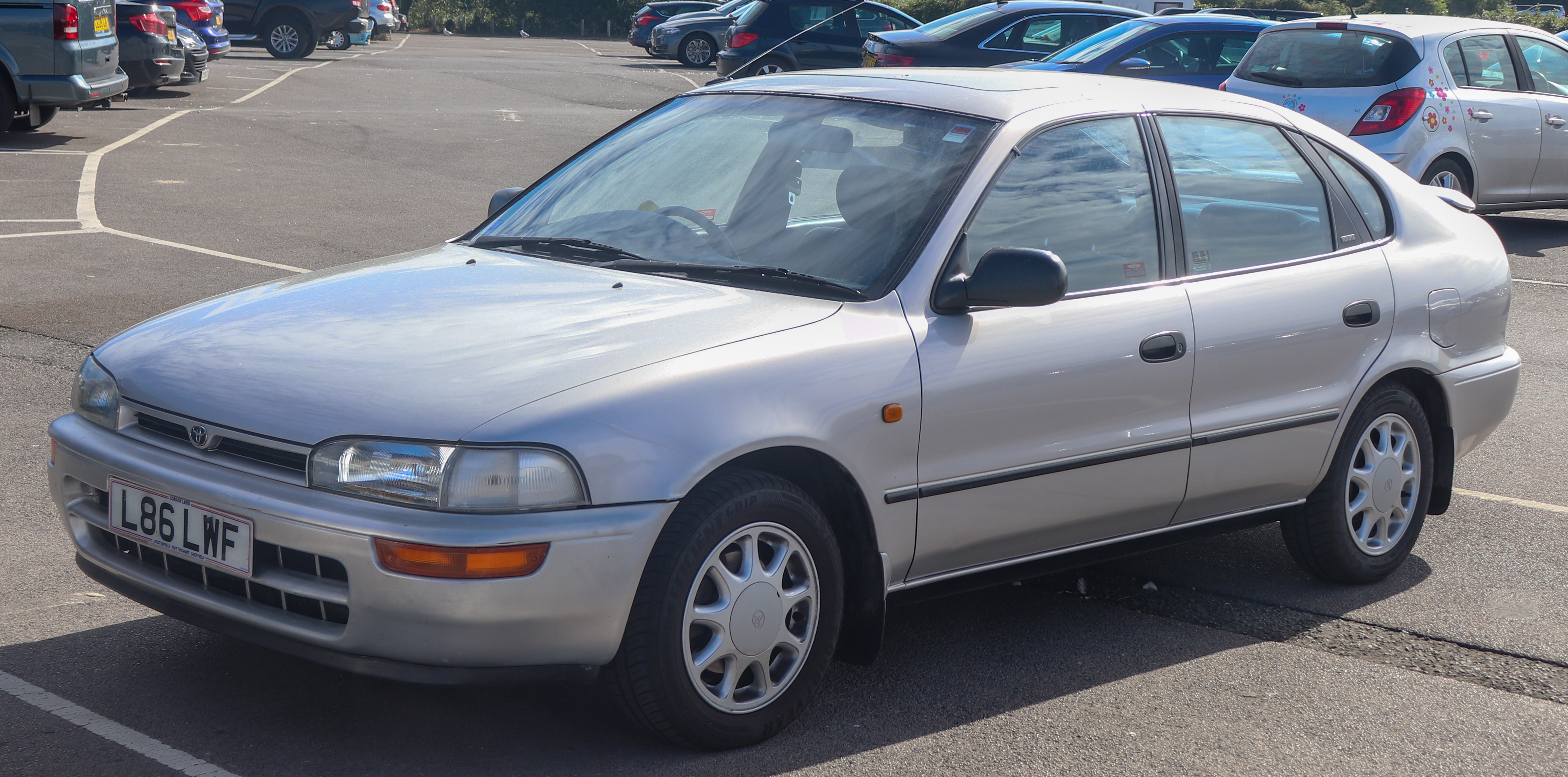
カローラリフトバック フロント
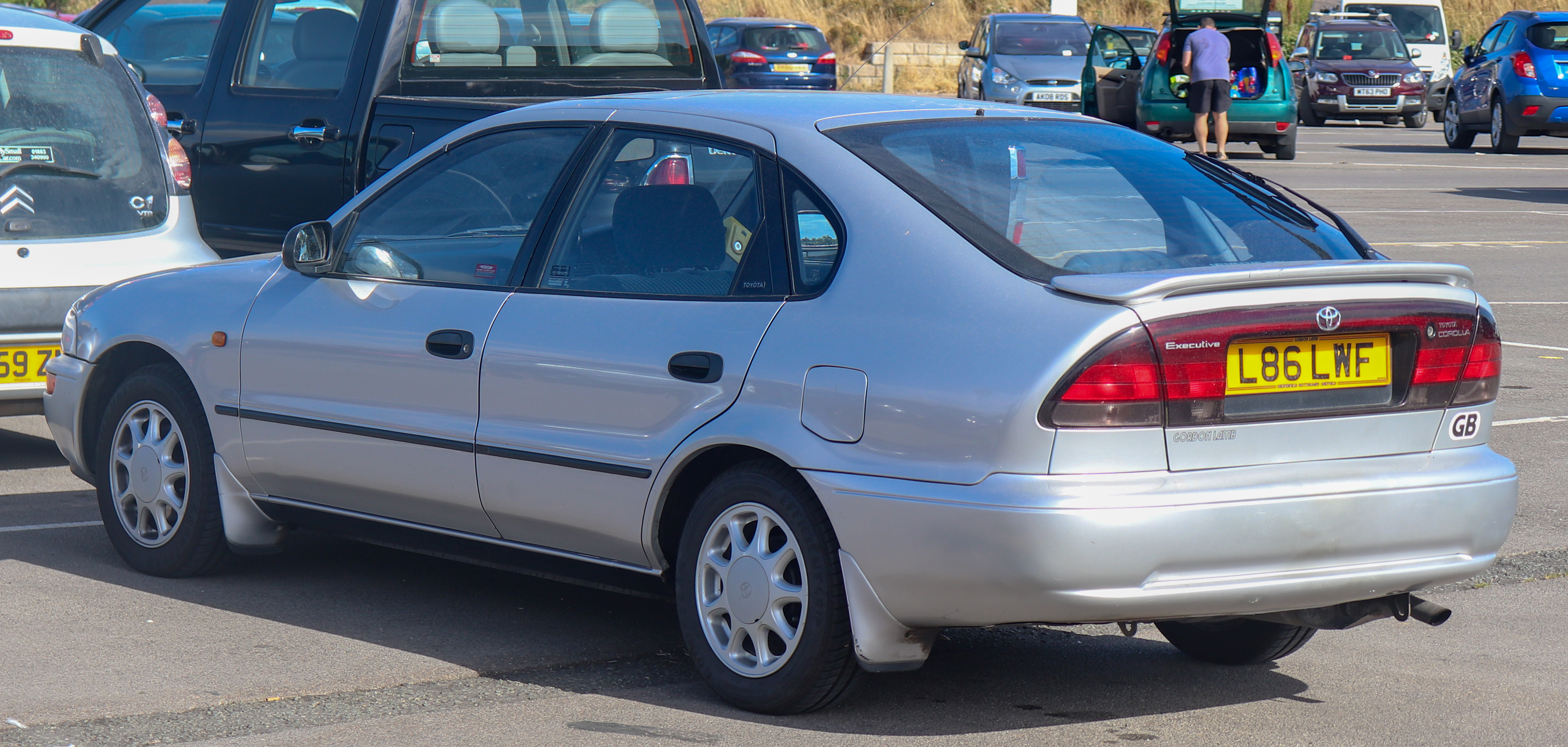
カローラリフトバック リア
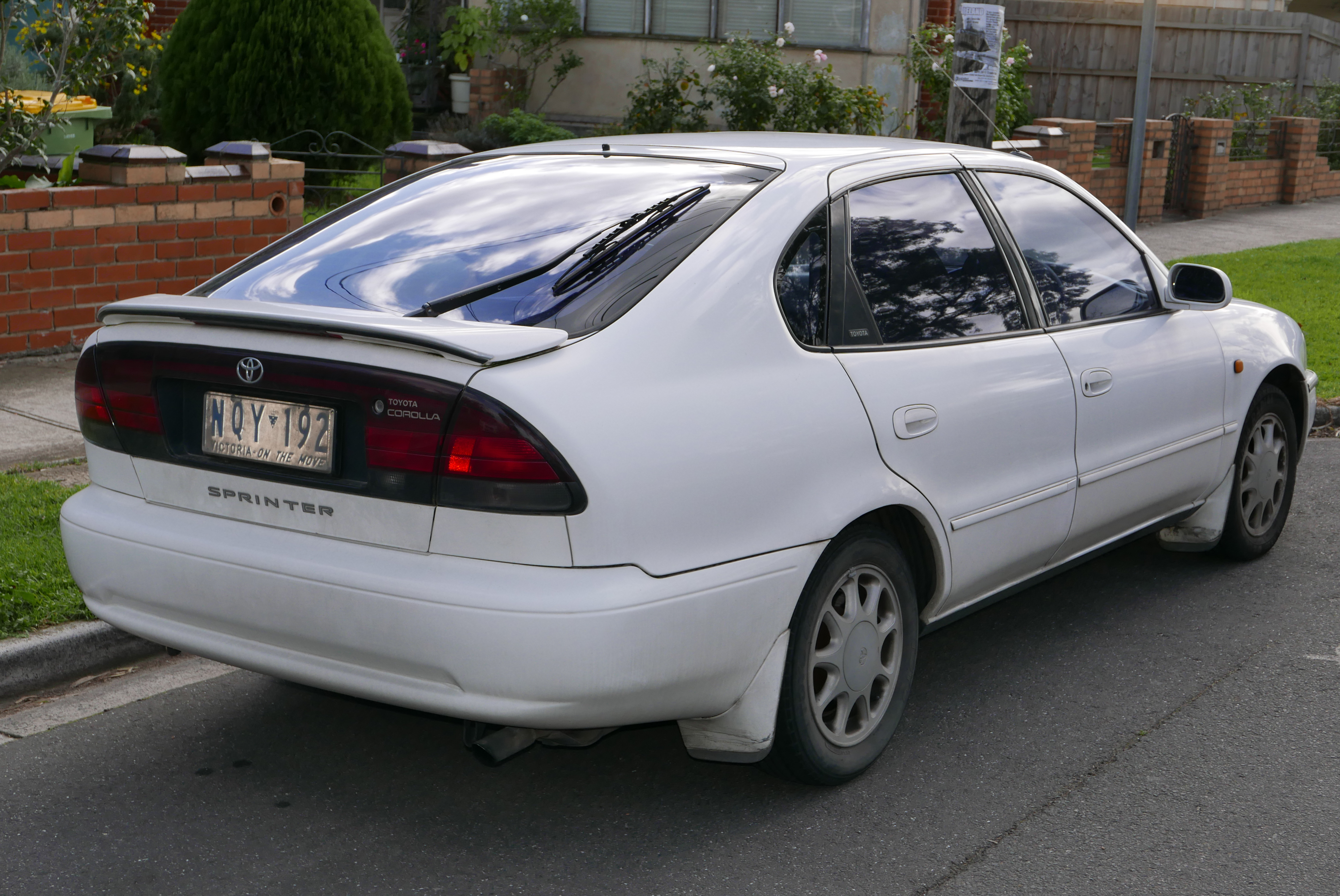
カローラスプリンター
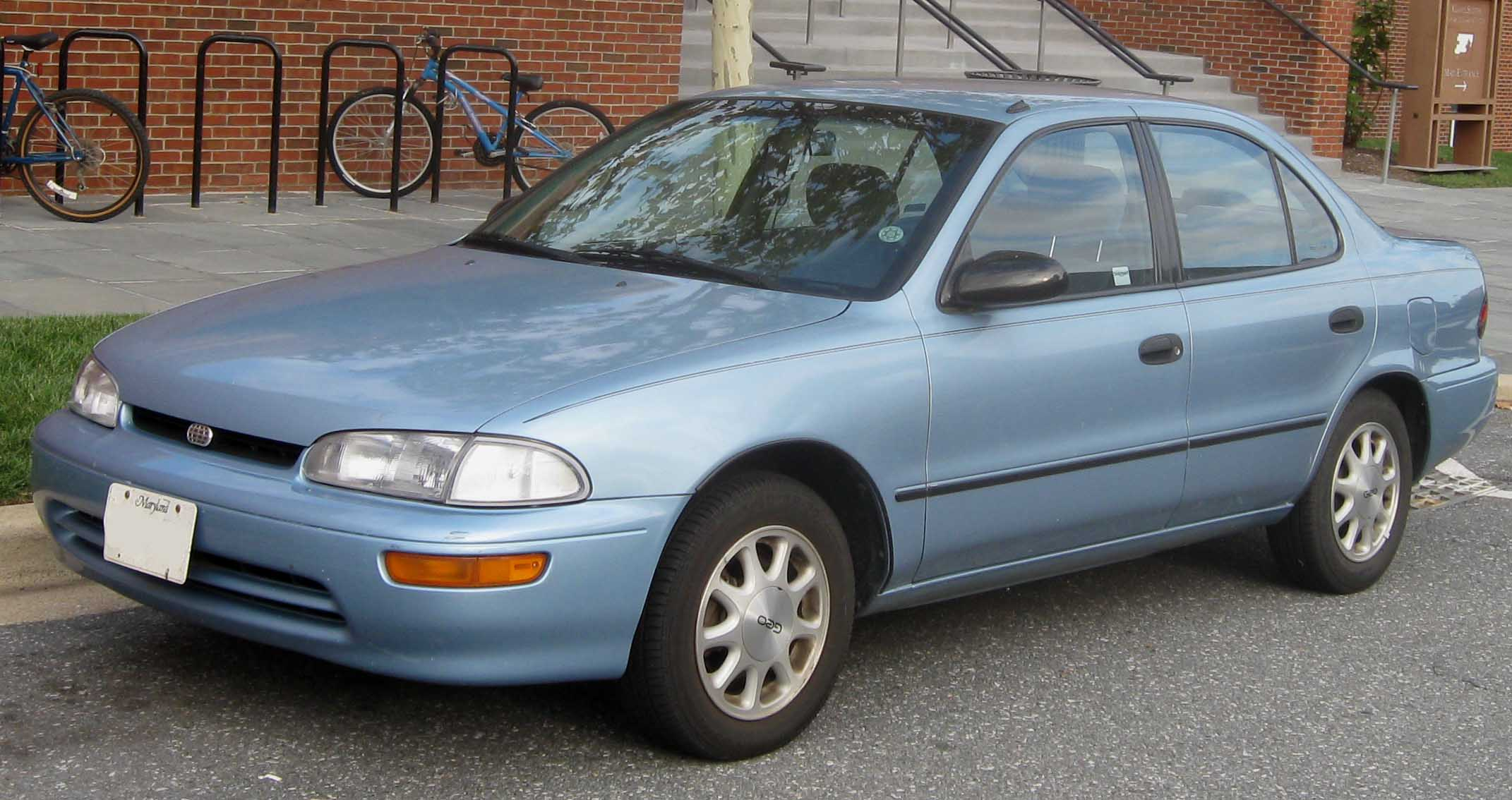
ジオ･プリズム(第2世代)

## 8代目 E110型（1995年 - 2000年）
- 1995年5月：発売。初期のCM出演者は石田ゆり子。
- 1996年5月：一部改良。全車に運転席/助手席SRSエアバッグ、ABSが標準装備される。

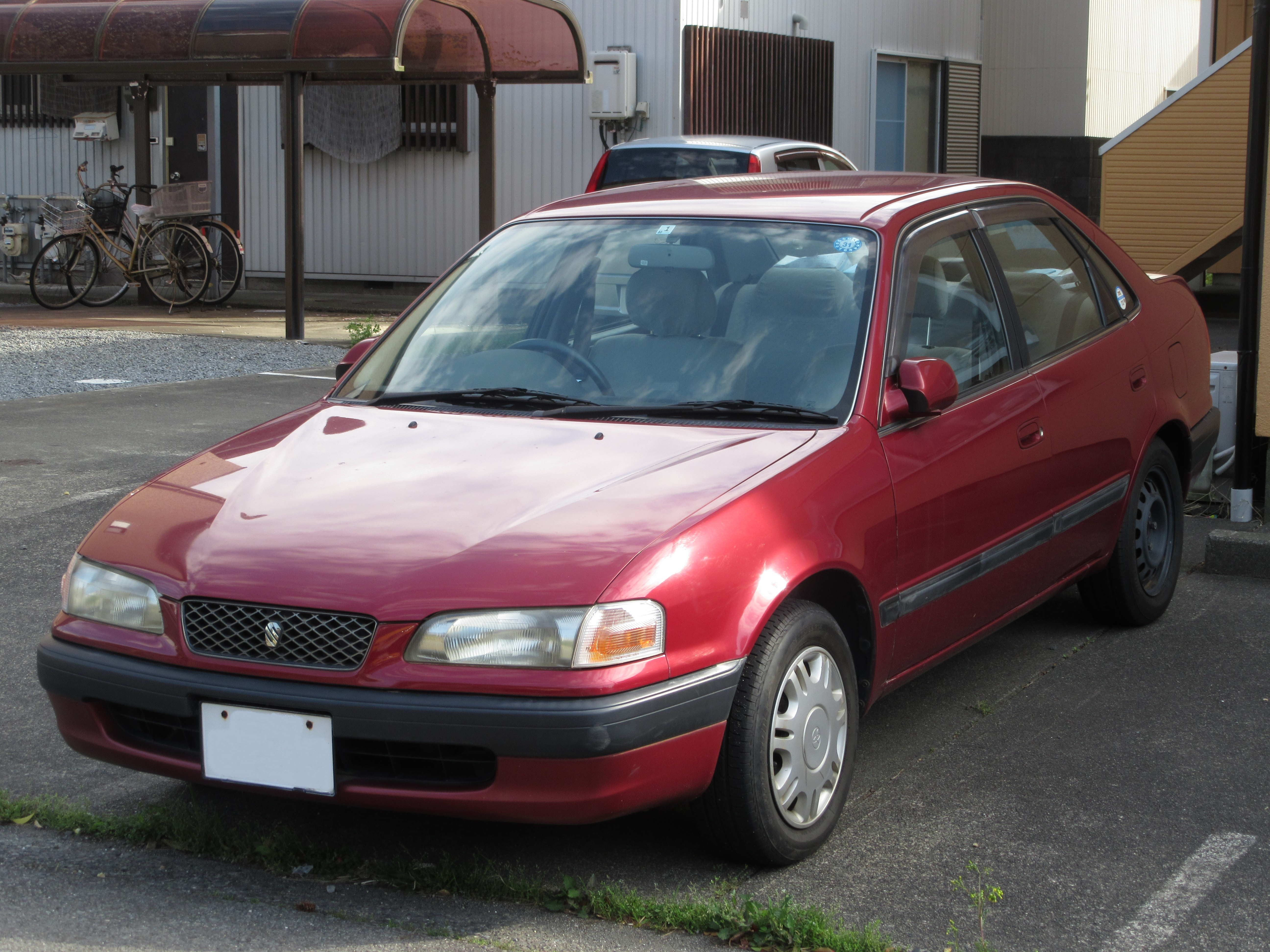
1997年4月：マイナーチェンジ。エクステリア、インテリア等を大幅に改良。衝突安全ボディ「GOA」が採用される。1.6L（4A-GE）GTが復活。これに伴い1.6L（4A-FE）Sクルーズが廃止。CM出演者は長塚京三と石倉三郎。
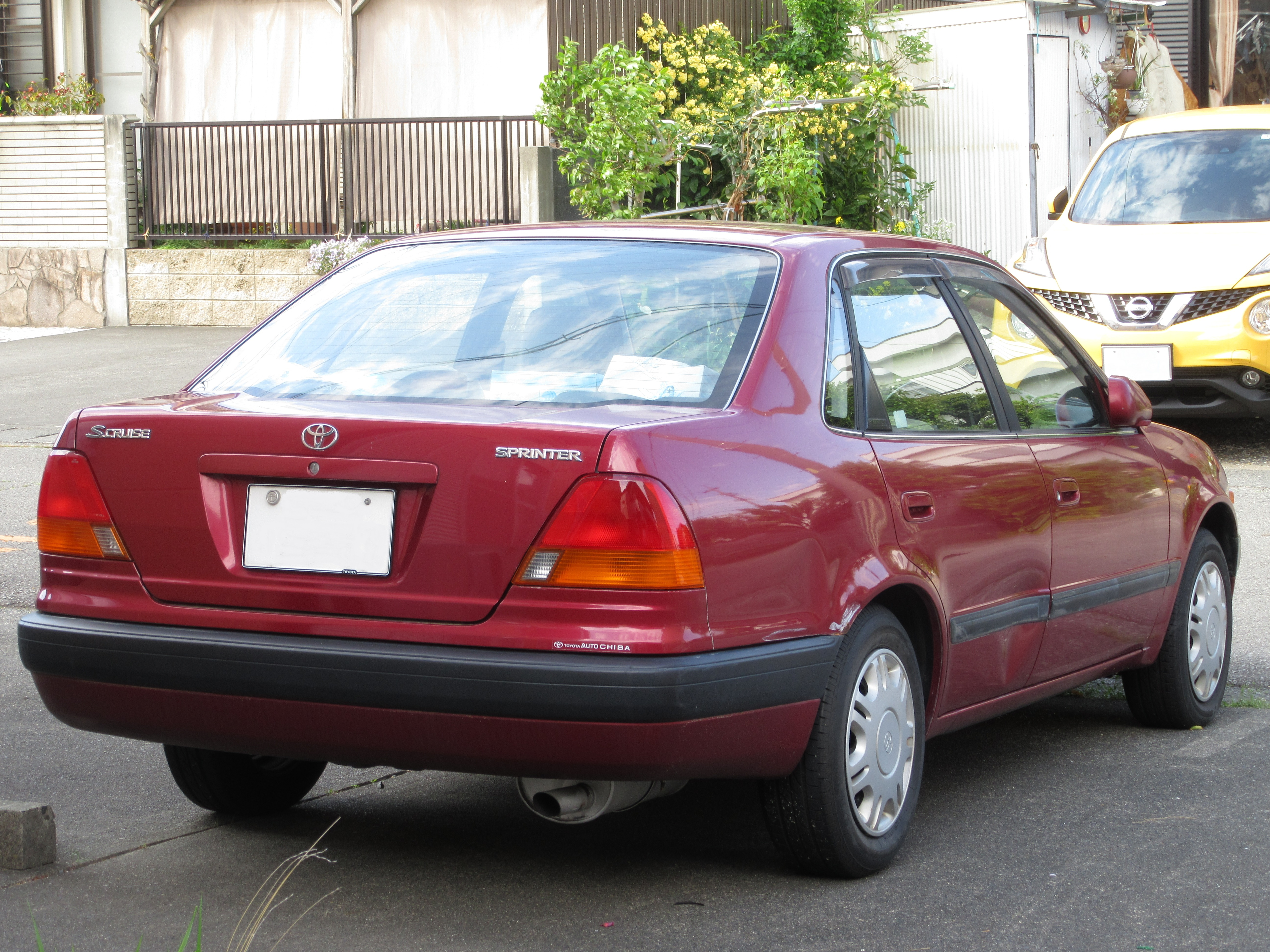
1998年4月：一部改良。ガソリン車がすべて平成10年アイドリング規制に適合。このうち1.3L 4E-FE型エンジンがディストリビュータレスの点火方式に変更。ディーゼル車がこれまでの2.0L（2C-III）から2.2L（3C-E）に変更、並びに平成9年規制に適合。これに伴い4E-FE車のMT車が5MT化。
- 2000年5月：特別仕様車「SEヴィンテージリビエール」、「XEヴィンテージリミテッド」が追加される。
- 2000年7月[16]：トレノの生産終了。以降は在庫のみの対応となる。
- 2000年8月[17]：販売台数減少のため車種整理の対象となり、カローラセダン、およびビジネスワゴン（アシスタワゴン）を除くカローラワゴン（→カローラフィールダー）のフルモデルチェンジに伴い、トレノの販売終了と同時にセダンも生産終了し、在庫販売体制に入る。バン、ビジネスワゴン、カリブは生産・販売続行。
- 2000年12月[18]:セダン販売終了。セダンの販売期間中の新車登録台数の累計は、21万2690台[13]。
- 2001年1月：E120系カローラの5ドアハッチバックタイプであるカローラランクスが発売された際、ネッツ店向けにアレックスとして発売されたため、シエロ以来約10年ぶりにネッツ店でカローラ5ドアハッチバックをベースとしたCセグメント車が取り扱われることとなった（アレックスには本世代とは異なりセダンの設定は無し）。
- 2002年6月：一世代前のバン、およびビジネスワゴンの生産完了（終了）。以降は在庫のみの対応となる。
- 2002年7月：プロボックスの発売に伴い、バン、およびビジネスワゴンが販売終了。スプリンターの名を冠する車種はカリブのみとなる。
- 2002年7月：カリブが生産完了（終了）。以後は在庫のみの対応となる。
- 2002年8月[19]：ヴォルツの発売に伴い、カリブが販売終了。これで全てのスプリンターシリーズが終了し、名実共に34年の歴史に幕を閉じた。

- Sクルーズ（フロント）
- Sクルーズ（リア）

## 車名の由来
- 車名の由来は、短距離走者にちなんだもの。